# Парца (река)

Бассейн Мокши

Па́рца — река в Мордовии и Пензенской области России, правый приток Вада (бассейн Оки).
Берёт начало в 8 км от деревни Иванцево Спасского района Пензенской области. Длина реки 117 км, из них 92 км — на территории Мордовии.
Ширина русла реки до 15 метров, глубина до 3 метров. Площадь водосбора составляет 2700 км², из них на территории Мордовии — 2200 км². На реке расположен посёлок городского типа Зубова Поляна.
Название реки, вероятно, происходит от мокшанского слова паръхци, означающего «водоросль».
Притоки (расстояние от устья): Патра (108 км), Сухой Липляй, Студенец (92 км), Чиуш (66 км), Лундан (51 км) — левые; Виндрей (6 км) — правый.